# Băcioi
Băcioi es una comuna y pueblo de la República de Moldavia ubicada en el sector Botanica de la capital, Chisináu.
En 2004 tiene 10 618 habitantes, casi todos étnicamente moldavo-rumanos. Es la mayor comuna rural del territorio de la capital.
La comuna incluye los siguientes pueblos (se indica la población de 2004):
- Băcioi, 8644 habitantes;
- Brăila, 905 habitantes;
- Frumuşica, 555 habitantes;
- Străisteni, 514 habitantes.

Se ubica justo al oeste del Aeropuerto Internacional de Chisináu.